# Hechtia glauca
Hechtia glauca là một loài thực vật có hoa trong họ Bromeliaceae. Loài này được Burt-Utley & Utley mô tả khoa học đầu tiên năm 1993.